# Parafia Matki Bożej Różańcowej w Tulczynie
Parafia Matki Bożej Różańcowej w Tulczynie – rzymskokatolicka parafia położona na wschodnim Podolu.

## Historia

### Początki
Ze źródeł historycznych dowiadujemy się, że pierwszy kościół katolicki w Tulczynie został zbudowany na początku XVIII wieku, na miejscu dawnej twierdzy. Był to budynek drewniany, który wraz z klasztorem należał do oo. Dominikanów. Spłonął w 1811 roku.
Budowa kościoła murowanego z klasztorem była inicjatywą Stanisława Szczęsnego Potockiego. Plac pod jego budowę został poświęcony w 1784 roku. Poświęcenie kościoła nastąpiło 8 maja 1817 roku. Wtedy też przeniesiono do niego z kaplicy cmantarnej zwłoki zmarłego w 1805 Potockiego. Duszpasterstwo w kościele prowadzili wówczas oo. Dominikanie.
Po powstaniu listopadowym budynek oddano Cerkwi Prawosławnej, zaś Dominikanie byli zmuszeniu opuścić Tulczyn. Od 1832 roku jedynym kościołem rzymskokatolickim w mieście była kaplica cmentarna pw. św. Stanisława BM (obecny kościół parafialny pw. Matki Bożej Różańcowej). Według danych statystycznych sporządzonych w 1852 roku, parafia liczyła wówczas 2114 osób. W owym czasie w skład dóbr parafialnych wchodziły budynki mieszkalne dla proboszcza i wikariusza oraz niewielki szpital.
W 1872 roku kaplica została przebudowana w stylu neogotyckim: dobudowano wieżę, wymieniono okna oraz wybudowano dzwonnicę z kamienia. Wewnątrz świątyni znajdowała się wysoka średniowieczna ambona, w głębi nad ołtarzem umieszczony był duży krzyż, a w nawach bocznych dwa ołtarze. Na ścianach znajdowały się liczne obrazy, m.in. św. Wincentego Ferreriusza.

### Po I wojnie światowej
Po 1917 roku majątek kościoła wraz ze wszystkim budynkami parafialnymi przeszedł na własność państwa. Od roku 1930 świątynia służyła jako więzienie.
Na początku II wojny światowej, kiedy Tulczyn zajęły wojska rumuńskie, wierni znów mogli korzystać z kościoła i przyjmować sakramenty święte.
W 1944 roku kościół ponownie zamknięto i wykorzystywano jako szpital. Po zakończeniu wojny na krótko oddano go wierzącym, jednak w 1953 roku znowu zamknięto. Od tego czasu wykorzystywany był dla różnych celów: jako sala sportowa, internat dla uczniów szkoły weterynaryjnej, spichlerz zbożowy, a nawet salę bankietową. Zniszczono wieżę, dzwonnicę, wnętrzne kościoła podzielono na dwa piętra.

### Po 1991 roku
Kościół do użytku religijnego zwrócono w 1991 roku, kiedy to Ukraina odnowiła stosunki dyplomatyczne ze Stolicą Apostolską. Wnętrze kościoła odnowili w czynie społecznym parafianie. Poświęcenie odnowionej świątyni odbyło się 11 stycznia 1992 roku, a dokonał go bp Jan Olszański, ordynariusz diecezji kamienieckiej.
Oddanie kościoła miało zasadniczy wpływ na odrodzenie się życia religijnego parafii. Pierwszy proboszcz, ks. Grzegorz Tomaszewski, rozpoczął wizyty duszpasterskie, organizował rekolekcje, odpusty, katechezy dla dzieci, młodzieży i dorosłych, pielgrzymki, nabożeństwa, kółka różańcowe, a nawet lekcje języka polskiego.
W dolnej części kościoła wyremontowano salki katechetyczne, wokół kościoła pobudowano parkan, a w 2007 roku rozpoczęto budowę domu parafialnego.

## Księża pracujący w parafii po 1991 roku
- ks. Grzegorz Tomaszewski
- ks. Ireneusz Kuc
- ks. Wiktor Szczawiński
- ks. Piotr Liczniarowski
- ks. Paweł Fedirczuk
- ks. Aleksander Szawczyn
- ks. Piotr Furman (od 2007, pierwszy ksiądz mieszkający w parafii na stałe)